# Рональд Рівест
Ро́нальд Лінн Рі́вест (нар. 1947, Скенектаді, Нью-Йорк) —  американський спеціаліст з  криптографії. Він має звання Професора імені Ендрю і Ерни Вітербо з  комп'ютерних наук на Факультеті електротехніки та комп'ютерних наук ( EECS) і перебуває в штаті кафедри CSAIL в  Массачусетському технологічному інституті.
Рівест — один з авторів  алгоритму RSA (разом з Аді Шаміром і  Леонардом Адлеманом), ідея алгоритму осінила його вночі після  Пасхального седера, в якій брала участь вся трійця  алгоритму RSA. Він винайшов такі симетричні алгоритми шифрування як RC2, RC4, RC5 і брав участь в розробці RC6 (В RC3 під час розробки виявилася  вразливість, RC1 також ніколи не був опублікований). Взагалі, літери «RC» означають «шифр Рівеста» (Rivest Cipher) або, неформально, «код Рона» (Ron's Code). Крім RC, він автор  хеш-функцій MD2, MD4, MD5, MD6.
В 2006 рік у він опублікував роботи зі створення інноваційної  системи голосування «ThreeBallot», яка надає можливість виборцю упевнитися, що його голос врахований, при цьому зберігаючи повну конфіденційність. Що цікаво, система жодним чином не використовує криптографію. Рівест опублікував систему як суспільне надбання, під девізом «Наша демократія занадто важлива».

## Біографія

### Освіта
Рівест здобув ступінь бакалавра з математики в Єльському університеті в 1969році і вчений ступінь доктора філософії з комп'ютерних наук у Стенфордському університеті у 1974. Спільно з Томасом Корменом, Чарльзом Лейзерсоном та Кліффордом Штайном, він є автором підручника «Вступ до алгоритмів», яка стала фундаментальною працею в цій галузі. Є членом MIT Computer Science and Artificial Intelligence Laboratory (CSAIL) в теорії обчислювальної групи, заснував свою групу криптографії і Інформаційної Безпеки. Він також був засновником  RSA Data Security (тепер об'єднане з Security Dynamics) і Peppercoin. Має науково-дослідницькі інтереси в криптографії, комп'ютерній і мережевій безпеці, і криптографічних геш-функцій.